# LS MnM
LS MnM(영어: LS MnM Co., Ltd..)은 대한민국의 주식회사로 전기동, 황산, 희소금속, 귀금속 제품 등을 주로 생산한다. 본사는 울산광역시 울주군 온산읍에 있으며 경기도 성남시에 기술연구소, 서울특별시와 태국 방콕에 사무소, 미국 캘리포니아주 어바인과 중화인민공화국 상하이시에 지사가 있다.

## 역사
LS MnM은 조선제련주식회사를 모태로 한다. 1936년에 조선총독부가 충청남도 서천면에 세운 조선제련의 장항제련소는 원산, 흥남제련소와 더불어 일본 제국의 구리 생산시설로 쓰였다. 설립 당시 아시아 최대 높이의 산업시설이었던 장항제련소는 연간 1,500톤의 제련 능력을 갖추었었다. 일본의 항복 이후 1947년에 국유화가 이루어져 국영기업체로 운영되다가 1962년에 한국광업제련공사로 다시 세워졌으며 1971년에 한국광업제련주식회사로 민영화됐다.
1979년 경상남도 울주군 온산면에 연간 생산량 8만톤 규모의 온산동제련소가 세워졌는데, 1982년에 한국광업제련에서 온산동제련소를 합병했다. 1982년 12월에 럭키그룹에 편입됐으며 1988년 7월에 회사 이름을 럭키금속으로 바꾸었다. 1995년에 럭키금성그룹이 이름을 LG그룹으로 바꾸면서 럭키금속도 LG금속으로 이름을 바꾸었다. 1998년 2월에는 온산면에 연간 생산량 16만톤 규모의 제2공장을 준공했다.
1999년에 LG산전이 제련사업을 분리하고 일본의 닛코금속과 미쓰이금속광업, 마루베니로 이루어진 JKJS와 50%씩 출자해 합작으로 당시 대한민국에서 가장 큰 동제련 회사인 LG-Nikko동제련주식회사를 설립했다. 2005년에 LS그룹으로 편입되며 회사 이름을 LS-Nikko동제련으로 바꾸었다.
2022년 9월 7일 JKJS의 주식 지분을 주식회사 LS가 인수함에 따라 주식회사 LS가 모든 주식을 갖게 되었다.

## 사업
LS MnM은 칠레와 인도네시아, 페루, 브라질, 아르헨티나 등지에서 구리 광석 및 원재료를 수입한다. LS MnM에서는 구리 광산에서 캔 광석을 제련공장에서 제련해 순도 99.5% 이상의 정제조동을 만들고, 전련공장에서 전기분해해 순도 99.99% 이상의 전기동을 만든다. 또한 제련 과정에서 나오는 이산화 황으로 반도체용 황산을 만들고, 제련 부산물을 가열하고 전류를 흘려보내는 과정을 반복해 금과 은, 백금, 팔라듐 등을 회수한다. LS MnM 온산제련소의 생산량은 세계 2위 수준이다.
LS MnM은 런던금시장연합회의 고순도 금 생산업체 목록인 'Good Delivery List'에 등록됐으며 LS MnM의 전기동은 런던 금속거래소의 최고등급인 'Grade A'로 등록됐다. LS MnM의 연간 구리 생산량은 68만 톤, 은 생산량은 1,200톤, 금 생산량은 60톤, 팔라듐 생산량은 3,500kg, 백금 생산량은 600kg이다.
2011년에는 4대 전략사업의 하나로 해외 자원 개발 사업을 선정하고 4대 사업에 3조 5천억 원을 투자하기로 했는데, 2017년 8월 30일에 해외 자원 개발 사업에서 가장 투자 규모가 컸던 파나마의 구리광산인 코브레파나마 광산 개발 사업에서 철수하며 해외 자원 개발 사업을 정리하고 제련 사업의 경쟁력을 강화하는 데 집중하기로 선회했다.